# 納曼干州
納曼干州（烏茲別克語：Namangan viloyati）是烏茲別克十二個州份之一。它涵蓋7,900平方公里，有人口1,862,000。納曼干州下轄11個縣，首府設於納曼干市。

## 地理位置
納曼干州位於烏茲別克東部。它與以下州份或國家相連（從北開始逆時針）：吉爾吉斯、塔什干州、塔吉克、費爾干納州、安集延州。公路全長3,000公里，另外鐵路140公里。